# Léon Ollé-Laprune
Léon Ollé-Laprune, född den 25 juli 1839 i Paris, död där den 19 februari 1898, var en fransk filosof.
Ollé-Laprune var en av föregångsmännen för modernismen inom romersk-katolska kyrkan i Frankrike och företrädde en "moralisk, psykologisk och kristlig" filosofi, som särskilt rörde sig om religionens och moralens kompletterande av varandra. Bland hans verk märks De la certitude morale (1880) och La philosophie et le temps présent (1891).